# エルテイルモンスターズ
『エルテイルモンスターズ』は、1999年7月9日にイマジニアが発売したNINTENDO 64専用ソフトである。ジャンルはNINTENDO64では珍しい純粋なRPGであり、販売価格は6800円。後に、ゲームボーイカラーで『ジャックの大冒険 〜大魔王の逆襲〜』が発売された。

## 概要
フィールドが3Dポリゴンで表現されたロールプレイングゲーム。「火」「風」「水」「地」の4つの精霊に対応した呪文があり、Cボタンユニットにそれぞれが対応する。組み合わせによって発生する呪文が変化し、レベルをあげていくことでより強力な呪文が使えるようになるという独特なシステムを採用している。
冒険の舞台は、精霊の力があらゆる場所に息づく島「セルトランド」。ある夜精霊院の奥深くに秘められた、人智を超えた知識が記されているという「エーテルの書」が盗まれ、それを追いかけた主人公の父「バート＝マカロック」は行方不明になってしまう。プレイヤーは主人公である精霊使い「ジャンジャック」となり、父バートとエーテルの書を求め旅に出る。そして、物語は次第にセルトランド島全体を巻き込む大事件へと発展していく。

## ゲームシステム
主人公にはキャラクターレベルの概念が存在せず、代わりに下記の概念が存在し、特定の条件を満たすことで能力値が上昇していく。また、装備の概念もない。
HPダメージを受けた時、または敵にダメージを与えた時
MP呪文が成功した時
Defダメージを受けた時
Agi移動している時
精霊レベル戦闘経験値を一定量ためた時、フィールド上で精霊との契約をした時
戦闘は前述した呪文の他に、杖による直接攻撃も存在する。また、タイミングよくボタンを押すことにより、2度攻撃することも可能である。ただし、精霊レベルが均一であればあるほど、発生する確率が高くなる。
戦闘は通常フィールドからそのまま移行する。ランダムエンカウント方式で、比較的エンカウント率は高い。主人公の周りに表示された円の中を自由に移動し、敵に近づき行動をするという独特の方式をとる。移動できる円の広さは、Agiの値によって変化する。敵の前から攻撃をするより、後ろからの方が与えられるダメージは多い。また、主人公以外に操作できるキャラクターは存在せず、終止ジャンジャックのみを操作していくことになる。しかし、敵は集団で襲ってくることが多い。
装備がないためアイテムの売買という概念がなく、「アイテム屋」は存在するものの、セルトランド島で立ち寄ったことのある街に移動出来る「旅人の白いつばさ」というアイテムがもらえるだけである。回復アイテムなどは宝箱や敵、街の人からもらうといった手段からのみ入手することが出来る。
また、家の中や街のフィールドが異常に広いのも特徴の1つである。フィールドでは昼夜の演出はされるが、それによる敵の強さ、エンカウント率、音楽などの変化は一切ない。セーブはコントローラーパックのみにでき、2ページ使用する。

## 用語
精霊使い精霊と契約をし、精霊の力を借りて魔法を使うことの出来る人々。
メルロード精霊院ジャンジャックも在籍している精霊院。ゲーム中では特に説明はないが、精霊魔法を教える学校のような施設ではないかと推測できる。
ストーニアメルロード精霊院のある北の魔法大国。英雄と呼ばれるグレン・スコットフォルト王が治める国。
アングルスセルトランド中央部の商人の王国。女王ディアナが統治する。セルトランドで最も美しく、最も富める国。
ヴェラグーン島の最南端にある、剣の王国。野心にあふれ、武力を重んじる。ギース王が君臨する、鉄と火の国。

## キャラクター紹介
ジャンジャックこのゲームの主人公。エーテルの書を取り戻すために旅立った父を探すため、わずか10歳にして旅に出る。メルロード精霊院の見習い僧である。
バート＝マカロックジャンジャックの父。エーテルの書を求めて旅立ったが、1ヶ月過ぎても帰ることはなかった。優れた精霊使いとして人々からの信頼が厚い。
精霊皇メルロード精霊院の精霊皇。オープニングではジャックに旅をさせることを制止する様子がうかがえる。
レイラ水の都ララプールを守護する美しき精霊使い。魔女エポナからの指示でジャンジャックを導く。

## その他
当初「エルテイル（仮）」というタイトルで公表をしていたが、発売日決定と同時にタイトルに「モンスターズ」が追加された。しかし、ゲーム中でモンスターを仲間にしたり集めたりといった要素はないため、どういった意図で追加されたのかは不明。ちなみに、ゲーム画面上のタイトルは「エルテイル」のままである。